# Corythosaurus
Corythosaurus /ˌkɒr[invalid input: 'ɨ']θ[invalid input: 'ɵ']ˈsɔːrəs/ là một chi khủng long hadrosauridae "mỏ vịt" sinh sống 77 – 75,7 triệu năm trước (vào cuối kỷ Creta) ở Bắc Mỹ. Hóa thạch của chúng được tìm thấy ở Alberta (Canada). Các loài khủng long bốn chân ăn thực vật này được biết đến với chiếc mào trên đỉnh sọ, loài nổi tiếng nhất trong chi có mào trông giống như một cái rìu. Nó được đặt tên và mô tả năm 1914 bởi Barnum Brown. Corythosaurus nay được cho là thuộc Lambeosaurinae, có họ hàng với Nipponosaurus, Velafrons, Hypacrosaurus, và Olorotitan. Corythosaurus là một loài khủng long lớn, chiều dài của chúng được ước tính khoảng 9 mét và hộp sọ, tính cả mào cao 70,8 xăng-ti-mét.

## Mô tả

### Kích thước
Benson và cộng sự (2012) ước tính rằng Corythosaurus có chiều dài trung bình 9 mét. Ước tính chiều dài trước đó của Richard Swann Lull cho kết quả chiều dài dài hơn một chút là 9,4 m, kích thước tương tự Lambeosaurus – một loại lambeizardine khác của Canada. Năm 1962, Edwin H. Colbert đã sử dụng mô hình của những con khủng long cụ thể, bao gồm cả Corythosaurus, để ước tính trọng lượng của chúng. Các corythosaurus mô hình được sử dụng, được mô hình hóa bởi Vincent Fusco thực hiện lắp xương và sự giám sát của Barnum Brown. Sau khi thử nghiệm, người ta đã kết luận rằng trọng lượng trung bình của Corythosauruslà 3,82 tấn (3,76 tấn dài; 4,21 tấn ngắn). Ước tính kích thước gần đây hơn của Corythosaurus, được xuất bản năm 2001, tìm thấy chi này nằm trong số các loài Hadrosaurids lớn nhất, chỉ nhỏ hơn Chaiungosaurus và Parasaurolophus. Tổng chiều dài của mẫu Corythosaurus AMNH 5240 được tìm thấy là 8,1 m, với trọng lượng 3.0785 tấn (3.0299 tấn dài; 3.3935 tấn ngắn).
Theo tỷ lệ, hộp sọ ngắn hơn và nhỏ hơn nhiều so với Edmontosaurus (trước đây là Trachodon), Kritosaurus hoặc Saurolophus, nhưng khi bao gồm cả đỉnh của nó, diện tích bề mặt của nó gần như lớn.

### Mào
Cái tên Corythosaurus của chúng nghĩa là ''thằn lằn mũ bảo hiểm'' do cái mào đặc biệt trên đầu loài này. Chiếc mào của chúng có kích thước to nhỏ khác nhau. Bên trong chiếc mào đó có nhiều ống dẫn khí nhỏ để khi chúng thở không khí được đưa tận lên đó, giúp tiếng kêu lớn hơn để thu hút những con Corythosaurus khác giới.

### Thức ăn
Loài này có chiếc mõm khá dài, thuận lợi cho việc lấy được thức ăn từ những cây khó lấy nhất. Chúng có hàng trăm chiếc răng nhỏ có thể mọc lại khi cái răng trước đó bị rụng. Bộ răng đặc biệt đó giúp Corythosaurus dễ dàng nghiền nát thức ăn trước khi tiêu hóa. Dựa vào khí hậu cuối kỷ Creta, Benson và các cộng sự của ông đoán rằng Corythosaurus sẽ là một loài ăn chọn lọc, chỉ ăn những loại trái cây ngon nhất và lá non nhất. Mẫu vật Corythosaurus đã được bảo quản với bữa ăn cuối cùng trong khoang ngực của nó. Bên trong còn sót lại lá kim, hạt, cành cây và trái cây. Điều đó có nghĩa là Corythosaurus có thể đã ăn tất cả những thứ này